# Шапел Монтреј
Шапел Монтреј (фр. Chapelle-Montreuil) насеље је и општина у западној Француској у региону Поату-Шарант, у департману Вијена која припада префектури Поатје.
По подацима из 2011. године у општини је живело 673 становника, а густина насељености је износила 27,44 становника/km². Општина се простире на површини од 24,53 km². Налази се на средњој надморској висини од 110 метара (максималној 156 m, а минималној 110 m).

## Демографија
| 1962. | 1968. | 1975. | 1982. | 1990. | 1999. | 2011. |
| ----- | ----- | ----- | ----- | ----- | ----- | ----- |
| 441   | 533   | 489   | 487   | 500   | 565   | 673   |

График промене броја становника у току последњих година